# القبله وقعطبة (بعدان)

تعديل مصدري - تعديل

القبله وقعطبة محلة تابعة لقرية منعمة، التابعة لعزلة دلال بمديرية بعدان إحدى مديريات محافظة إب في الجمهورية اليمنية، بلغ تعداد سكانها 163 حسب تعداد اليمن لعام 2004.